# Gudula Staub
Gudula "Gudi" Staub (Saarlouis, 31 december 1968; tegenwoordig Gudula Krause) is een Duitse voormalige volleybal- en beachvolleybalspeler. In de zaal won ze vijf keer het landskampioenschap en speelde ze meer dan 180 interlands voor de nationale ploeg. Op het strand werd ze drie keer Duits kampioen en nam ze een keer deel aan de Olympische Spelen.

## Carrière

### Zaal
Staub begon haar carrière in de zaal bij SV Saar 05 Saarbrücken waar ze van 1980 tot en 1986 speelde. Vervolgens kwam ze uit voor CJD Feuerbach (1986-1991), Florida Gators (1991-1992), RC Cannes (1993-1995), USC Münster (1995-1998) en Bayer 04 Leverkusen (1998-2004). Van 2001 tot en met 2006 was ze trainer van de vrouwen bij Leverkusen. Met Feuerbach en Münster won ze in totaal vijf landskampioenschappen, zes Duitse bekers en een CEV Cup. Met Cannes werd ze Frans kampioen in 1995. In 1989 werd ze verkozen tot Duits volleyballer van het jaar. Staub speelde meer dan 180 interlands voor Duitsland. Ze maakte deel uit van de ploeg die in 1986 meedeed aan het wereldkampioenschap in Tsjechië, die in 1987 negende werd bij het Europees kampioenschap in België en die in 1989 zesde werd bij het EK in eigen land.

### Strand
Van 1996 tot en met 2000 vormde Staub op het zand een team met Ulrike Schmidt. Het eerste jaar werden ze Duits kampioen door Maike Friedrichsen en Silke Meyer in de finale te verslaan. Het seizoen daarop debuteerden ze in de FIVB World Tour. Ze speelden op twee Open-toernooien en behaalden een negende plaats in Espinho. In Los Angeles namen ze deel aan de eerste wereldkampioenschappen, waar ze in de eerste ronde verloren van het Amerikaanse tweetal Karolyn Kirby en Nancy Reno. In eigen land werden ze vice-kampioen achter Friedrichsen en Danja Müsch. In 1998 deed het duo mee aan vijf internationale toernooien met een vijfde plaats in Espinho en een zevende plaats in Dalian als resultaat. In Timmendorfer Strand werden ze voor de tweede keer Duits kampioen door Ines Pianka en Jana Vollmer in de finale te verslaan. Het jaar daarop kwamen ze bij vijf reguliere toernooien in de World Tour tot een zevende plaats in Salvador. Bij de WK in Marseille eindigden ze op een gedeelde vijfde plaats. In de laatste wedstrijd van de herkansingsronde werden ze uitgeschakeld door de latere wereldkampioenen Adriana Behar en Shelda Bede. Bij de Europese kampioenschappen in Palma eindigden Staub en Schmidt als vierde en bij de NK in Timmendorfer Strand als tweede achter Friedrichsen en Müsch. In 2000 namen ze op mondiaal niveau deel aan tien toernooien met een vierde plaats in Berlijn als beste resultaat. Bij de Olympische Spelen in Sydney bereikten ze de achtste finale, waar ze werden uitgeschakeld door de Italianen Laura Bruschini en Annamaria Solazzi. In eigen land wonnen Staub en Schmidt voor de derde keer de nationale titel, ditmaal ten koste van Andrea Ahmann en Silke Meyer. Na afloop van het seizoen beëindigde Staub haar sportieve loopbaan.

## Palmares
Zaal
- 1987:  Duitse beker
- 1988:  Duitse beker
- 1989:  Duits kampioenschap
- 1989:  Duitse beker
- 1990:  Duits kampioenschap
- 1990:  Duitse beker
- 1991:  Duits kampioenschap
- 1995:  Frans kampioenschap
- 1996:  Duits kampioenschap
- 1996:  Duitse beker
- 1996:  CEV Cup
- 1997:  Duits kampioenschap
- 1997:  Duitse beker

Strand
- 1996:  NK
- 1997:  NK
- 1998:  NK
- 1999: 5e WK
- 1999:  NK
- 2000:  NK
- 2000: 9e OS